# Julia Matijass
Julia Matijass, född den 22 september 1973 i Ljubino, Ryssland, är en tysk judoutövare.
Hon tog OS-brons i damernas extra lättvikt i samband med de olympiska judotävlingarna 2004 i Aten.